# Turanogryllus tarbinskii
Turanogryllus tarbinskii är en insektsart som beskrevs av Bei-bienko 1968. Turanogryllus tarbinskii ingår i släktet Turanogryllus och familjen syrsor. Inga underarter finns listade i Catalogue of Life.